# Notre-Dame (Saint-Lô)

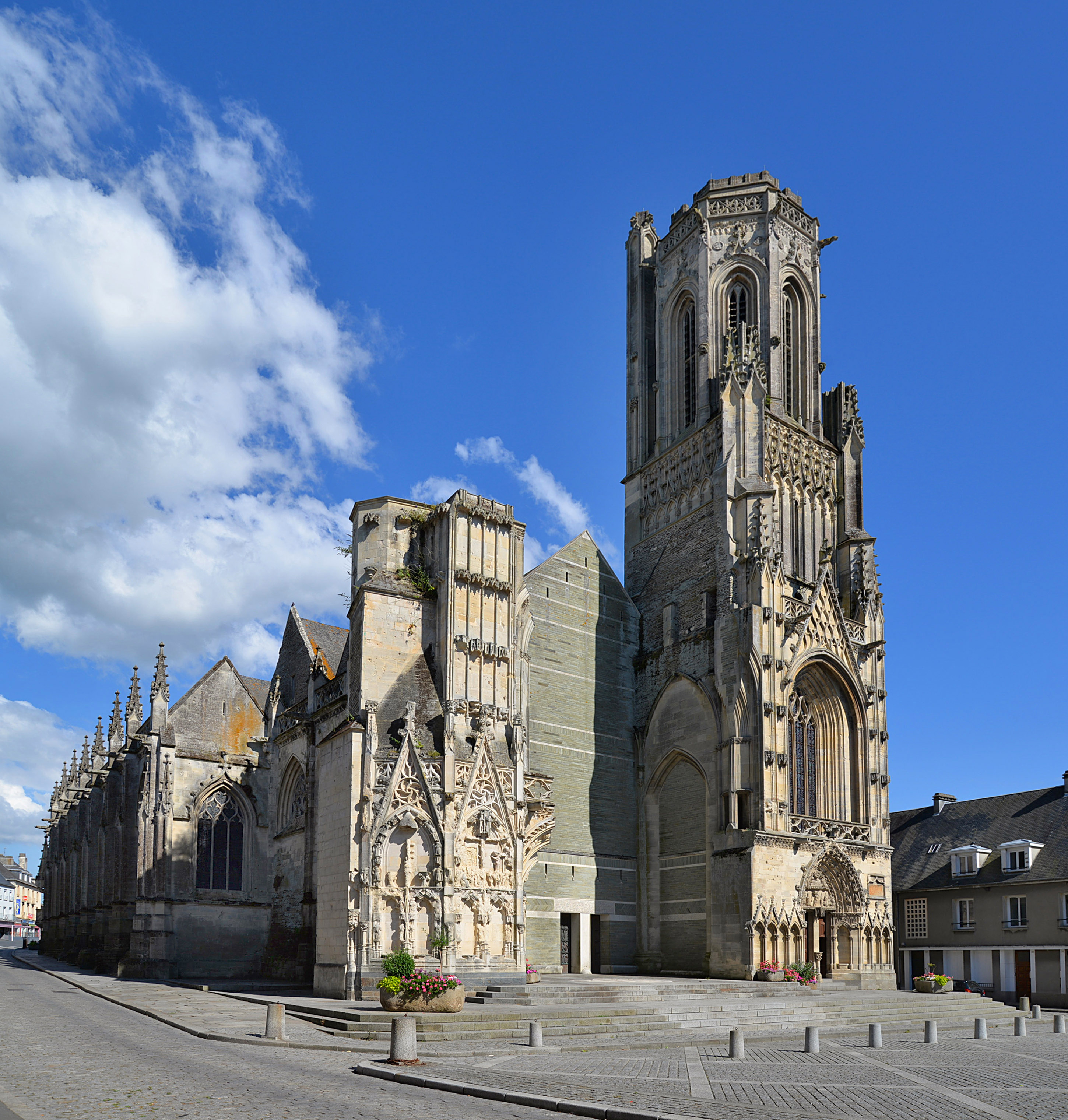
Notre-Dame in Saint-Lô (2016)

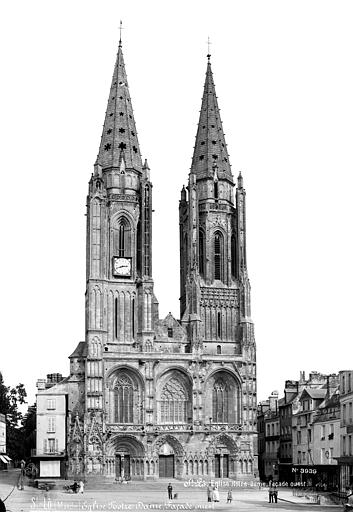
Kirche vor der Zerstörung

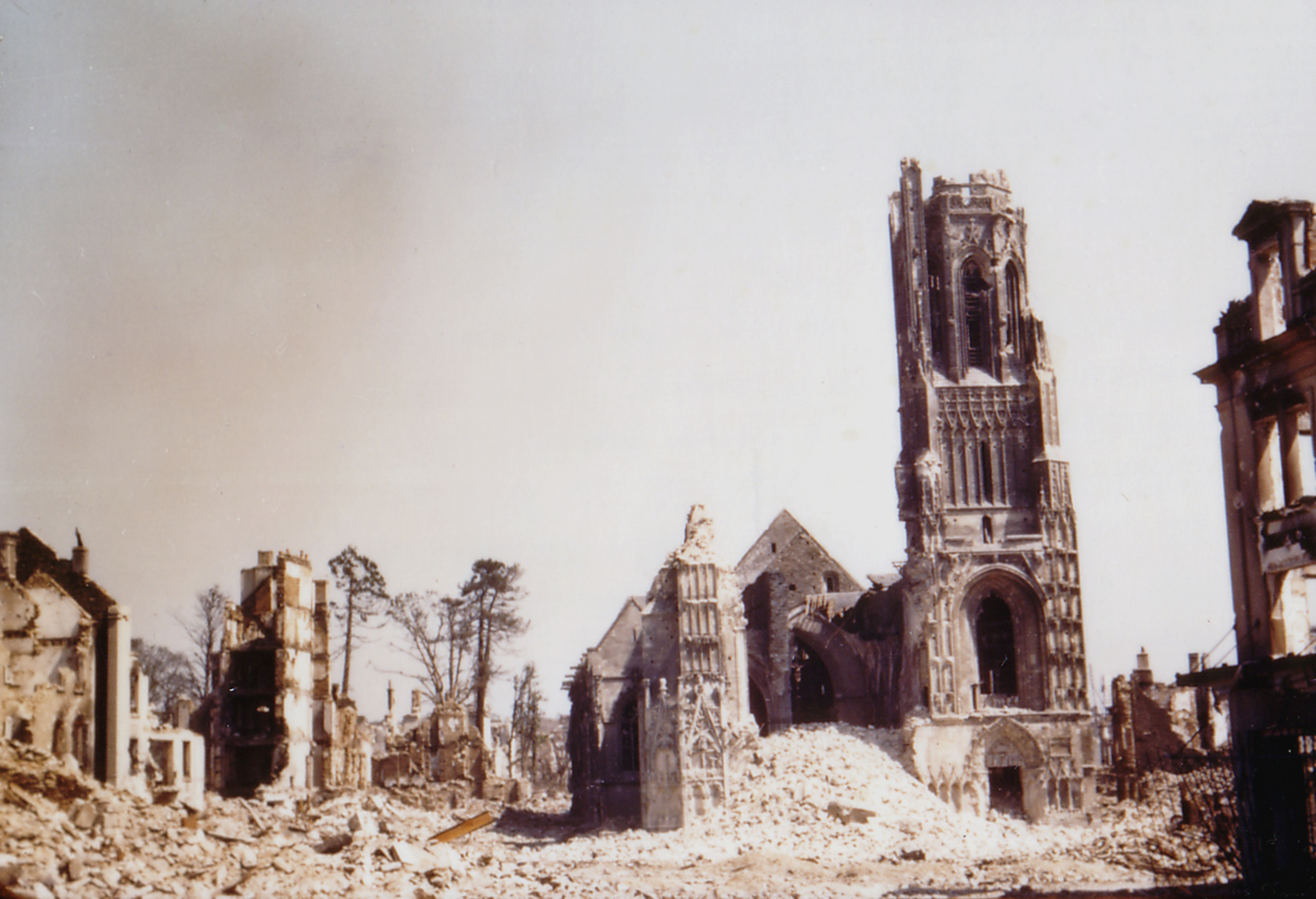
Nach der Zerstörung

Notre-Dame de Saint-Lô ist eine gotische Kirche in  Saint-Lô in Frankreich. Bei der Schlacht um die Normandie im Jahr 1944 wurde die gotische Doppelturmfassade der Kirche zerstört. Die vom 13. bis zum 16. Jahrhundert erbaute Kirche zeigt eine Außenkanzel und hat ein großes Fenster von Max Ingrand. Sie wurde als Monument historique in die Liste des monuments historiques protégés en 1840 eingetragen.